# Ağrı (province)
Pour la préfecture, voir Ağrı.
La province d'Ağrı est une des 81 provinces (en turc : il, au singulier, et iller au pluriel) de la Turquie.
Sa préfecture (en turc : valiliği) se trouve dans la ville éponyme d'Ağrı.

## Histoire
Durant l'arrivée des tribus d'Asie centrale vers l'Anatolie, Ağrı a joué le rôle de transition, et a été par conséquent le théâtre de nombreuses civilisations. Cependant, pour les tribus, la région d'Ağrı n'était qu'une passerelle. C'est pourquoi ils n'ont pas créé une civilisation profondément enracinée.
Les Hittites sont supposés avoir dominé la région. À la perte de leurs pouvoirs, entre 1340-1200 (av.J-C), les Hourrites (Hurians) s'installent dans la région. Cependant, Ağrı étant géographiquement très éloigné d'Urfa, le centre de leur Royaume, ils commencent à s'éloigner de la région. 
Les Urartu ont fondé une civilisation très enracinée : les conquêtes vers les régions du Nord et du Nord-Est du Lac de Van débutent au temps du roi Ispuini, vers 825-810 av.J-C. Ces conquêtes se développent au temps du roi Menua (810-790 av.J-C). Les tours construites sur les routes menant vers le Nord et le Nord-Est indiquent que ces conquêtes ont été planifiées préalablement. Sur les flancs du mont Ararat, dans les villages de Karakoyun et Taşburun, des inscriptions provenant des Urartu indiquent clairement que le roi Menua a  été souverain de la région.  
Vers 712 (av J-C), les Sumériens mettent en place une domination temporaire. Vers  -708 et -555, les Mèdes entrent dans un processus d'expansion lié à la chute de l'empire assyrien. Ils annexent donc la région et ses environs à leurs territoires.  
En 2021, la population de la province se monte à 524 644 habitants.
| Année      | 1970    | 1980    | 1990    | 2000    | 2010    | 2020    |
| Population | 290 311 | 368 009 | 437 093 | 528 744 | 542 022 | 535 435 |

## Administration
La province est administrée par un préfet (en turc : vali). Depuis le 2 août 2012, le préfet de la province est Mehmet Tekinarslan.

## Subdivisions

Les districts de la province d'Ağrı.

La province est divisée en 8 districts (en turc : ilçe, au singulier) :
- Ağrı
- Diyadin
- Doğubeyazıt
- Eleşkirt
- Hamur
- Patnos
- Taşlıçay
- Tutak

## Population
| 2000    | 2001    | 2002    | 2003    | 2004    | 2005    | 2006    | 2007    | 2008    |
| ------- | ------- | ------- | ------- | ------- | ------- | ------- | ------- | ------- |
| 519 190 | 521 514 | 523 123 | 524 514 | 526 070 | 527 732 | 529 417 | 530 879 | 532 180 |

| 2009    | 2010    | 2011    | 2012    | 2013    | 2014    | 2015    | 2016    | 2017    |
| ------- | ------- | ------- | ------- | ------- | ------- | ------- | ------- | ------- |
| 537 665 | 542 022 | 555 479 | 552 404 | 551 177 | 549 435 | 547 210 | 542 255 | 536 285 |

| 2018    | 2019    | 2020    | 2021    | 2022    | 2023    | - | - | - |
| ------- | ------- | ------- | ------- | ------- | ------- | - | - | - |
| 539 657 | 536 199 | 535 435 | 524 644 | 510 626 | 511 238 | - | - | - |